# Epiplema wollastoni
Epiplema wollastoni är en fjärilsart som beskrevs av Rothschild 1916. Epiplema wollastoni ingår i släktet Epiplema och familjen Uraniidae. Inga underarter finns listade i Catalogue of Life.